# セント・デイヴィッド教区 (セントビンセント・グレナディーン)
セント・デイヴィッド教区（Saint David Parish）は、セントビンセント・グレナディーンの行政教区。セントビンセント島の北西部を管轄し、国内最高峰の火山スフリエール山が教区北部に位置する。国勢調査区域はシャトーブレールの1区から成り、範囲は一致する。面積は80平方キロメートル、人口は5,779人（2017年推計）。
都市は教区南部の狭い範囲に固まっており、ワリブー以北には道路すら存在しない。そのため教区の広い範囲で手つかずの自然が残っている。

## 都市
すべての都市の一覧。
- シャトーブレール (Chateaubelair、北緯13度17分18秒 西経061度14分25秒 / 北緯13.28833度 西経61.24028度)[5]
- リッチモンド（ドイツ語版） (Richmond、北緯13度18分 西経061度13分 / 北緯13.300度 西経61.217度)
- リッチモンド・ヴェイル（ドイツ語版） (Richmond Vale、北緯13度17分41秒 西経061度14分02秒 / 北緯13.29472度 西経61.23389度)[6]
- ローズホール（英語版） (Rosehall, 北緯13度16分13秒 西経061度14分25秒 / 北緯13.27028度 西経61.24028度)[7]
- トルマカ（英語版） (Troumaka、北緯13度16分54秒 西経061度15分25秒 / 北緯13.28167度 西経61.25694度)[8]
- ワリブー（ドイツ語版） (Wallibou、北緯13度19分 西経061度13分 / 北緯13.317度 西経61.217度)